# 국방전직교육원
국방전직교육원(國防轉職敎育院)은 전역예정군인에 대한 전직지원교육과 취업지원을 함으로써 전역예정군인의 원활한 재취업과 사회복귀에 이바지하기 위하여 설립된 법인이다. 임시 사무실은 서울특별시 용산구 옛 국방취업지원센터 자리에 있으나 경기도 성남시 수정구 위례대로 83 (창곡동)으로 이전하였다.

## 설립 근거
- 국방전직교육원법[4]

## 주요 업무
- 전역예정군인에 대한 전직 관련 교육 및 취업역량 제고를 위한 사업
- 전역예정군인에 대한 취업정보의 제공
- 전역예정군인 채용박람회 개최 등 취업촉진 관련 사업
- 전역예정군인 취업희망자 데이터베이스 관리 및 관련 통계 유지·분석
- 전역예정군인에 대한 전직지원 관련 정책 및 제도 발전 등에 필요한 연구사업
- 전역예정군인에 대한 전직지원과 관련하여 국가, 지방자치단체 및 공공기관의 장이 위탁하는 사업
- 그 밖에 교육원의 목적을 달성하기 위하여 필요한 사업

## 연혁
- 2014년 12월 12일 국방전직교육원 신설
- 2015년 1월 7일 국방전직교육원 개원식[5]

## 조직

### 국방전직교육원장
- 기획운영팀
- 전직컨설팅팀

#### 교육운영부
- 전직교육팀
- 교육지원팀

#### 취업지원부
- 취업팀
- 연구개발팀
- 일학습병행제팀

## 같이 보기
- 한국국방연구원
- 국방어학원